# Gmina Jasienica Rosielna
Gmina Jasienica Rosielna je vesnická gmina na severovýchodě okresu Brzozów v jižní části Podkarpatského vojvodství v Polsku. Sídlem gminy je vesnice Jasienica Rosielna. Ke konci roku 2024 zde žilo přibližně 7 525 obyvatel, rozlohu má 57,55 km². 

## Název
Svůj stávající název získala obec v roce 1928, kdy byl na základě rozhodnutí ministra vnitra Felicjana Sławoje Składkowského její původní název gmina Jasienica rozšířen o výraz Rosielna, což je jméno potoka, který obcí protéká. Výraz Jasienica je odvozován z jasanu či jasanového háje, u nějž byla původní ves založená.

## Přírodní poměry
Jedná se o zemědělskou obec bez průmyslových podniků, kde z celkové rozlohy 57,55 km² zabírá zemědělská půda 35,77 km² a lesy 16,11 km². Rozkládá se v mírně zvlněném terénu podél řeky Stobnica, jejím nejvyšším vrcholem je hora Połom vysoká 455 metrů v západní, kopcovitější části gminy.

## Obecní správa
V roce 1928 byla gmina součástí Lvovského vojvodství. Tvoří ji čtyři části, z nichž nejlidnatější je Blizne, sídlem správy gminy je Jasienica Rosielna, na jihu leží Orzechówka a na západě ves Wola Jasienicka.

### Starostenství
Blizne, Jasienica Rosielna, Orzechówka, Wola Jasienicka.